# Xantipo (general)
Xantipo (em grego: Ξάνθιππος) foi um mercenário espartano empregado pelos cartagineses na guerra contra os romanos (Primeira Guerra Púnica).
Embora espartano, Xantipo reorganizou o exército de Cartago aos moldes macedônios, reconhecendo a mobilidade e o impacto das tropas montadas cartaginesas. Desse modo, dispôs o exército de modo que uma linha de elefantes protegesse a fraca infantaria, e acentuou os princípios de envolvimento possibilitados pelas manobras de cavalaria.
Xantipo conduziu os cartagineses na Batalha de Túnis (255 a.C.), destroçando o corpo expedicionário romano e capturando seu comandante, Marco Atílio Régulo.
Diodoro diz que ele morreu quando o navio em que viajava afundou no Mar Adriático.